# Mon oncle Antoine
Mon oncle Antoine (pronúncia em francês: [mɔ̃ nɔ̃kl ɑ̃twan]) é um filme de drama canadense de 1971 dirigido e escrito por Claude Jutra. Foi selecionado como representante do Canadá à edição do Oscar 1972, organizada pela Academia de Artes e Ciências Cinematográficas.

## Elenco
- Jacques Gagnon - Benoit
- Lyne Champagne - Carmen
- Jean Duceppe - Antoine
- Olivette Thibault - Cécile
- Claude Jutra - Fernand e Clerk
- Lionel Villeneuve - Jos Poulin
- Hélène Loiselle - Madame Poulin